# NGC 5297
NGC 5297 is een balkspiraalstelsel in het sterrenbeeld Jachthonden. Het hemelobject werd op 9 april 1787 ontdekt door de Duits-Britse astronoom William Herschel.

## Synoniemen
- UGC 8709
- MCG 7-28-63
- ZWG 218.45
- KCPG 394B
- IRAS 13442+4407
- PGC 48815